# Parroquia de la Santa Cruz de Jerusalén
La Parroquia de la Santa Cruz de Jerusalén es un templo católico ubicado en la alcaldía Benito Juárez de la Ciudad de México. Fue construida por la Orden Franciscana en el siglo XVI en el poblado de Santa Cruz Atoyac. En 1932 fue declarada monumento histórico por el Instituto Nacional de Antropología e Historia.

## Historia
La iglesia fue construida durante el siglo XVI por la Orden Franciscana. Durante su edificación fue encontrada la imagen de un ídolo prehispánico hecha de cantera, la cual fue tallada y transformada en la cruz que corona el atrio del recinto. La iglesia fue concluida el 29 de septiembre de 1563 y es la obra franciscana más antigua dentro de los límites actuales de la alcaldía Benito Juárez. El templo fue dedicado a la Cruz de Jerusalén. La torre de la iglesia fue construida en el siglo XVII para albergar el campanario. A lo largo de los siglos el edificio fue ampliado varias veces para poder recibir a más feligreses. El atrio de la iglesia fue recortado debido a una ampliación de la avenida Cuauhtémoc y su cruz atrial fue reubicada. El 2 de noviembre de 1932 fue declarada monumento histórico por el Instituto Nacional de Antropología e Historia.
El edificio fue restaurado en 1930 y nuevamente en 2008. Durante la restauración de 2008 hubo denuncias por la sustracción de más de cien imágenes religiosas y nichos del interior de la iglesia, muchos de ellos originarios del periodo virreinal. En particular se denunció la desaparición de la imagen del Señor de la Preciosa Sangre, una figura de Cristo crucificado hecha de pasta de caña en el siglo XVI y que era la pieza central del culto en la localidad de Santa Cruz Atoyac. También fueron sustraidas diversas obras de arte del siglo XVI fabricadas de oro, entre ellas un moño de oro hecho en Michoacán y entregado al templo por la Orden Franciscana en 1565.